# بانک فراست
بانک فراست (به انگلیسی: Frost Bank) بزرگترین بانک در ایالت تگزاس است.
این بانک امروزه ۱۵٫۸ میلیارد دلار دارایی دارد. همچنین شعبه های زیادی در سراسر دنیا.